# Canton d'Autun-1
Le canton d'Autun-1 est une circonscription électorale française du département de Saône-et-Loire.

## Histoire
Un nouveau découpage territorial de la Saône-et-Loire entre en vigueur à l'occasion des élections départementales de 2015. Il est défini par le décret du 18 février 2014, en application des lois du 17 mai 2013 (loi organique 2013-402 et loi 2013-403). Les conseillers départementaux sont, à compter de ces élections, élus au scrutin majoritaire binominal mixte. Les électeurs de chaque canton élisent au Conseil départemental, nouvelle appellation du Conseil général, deux membres de sexe différent, qui se présentent en binôme de candidats. Les conseillers départementaux sont élus pour 6 ans au scrutin binominal majoritaire à deux tours, l'accès au second tour nécessitant 12,5 % des inscrits au 1er tour. En outre la totalité des conseillers départementaux est renouvelée. Ce nouveau mode de scrutin nécessite un redécoupage des cantons dont le nombre est divisé par deux avec arrondi à l'unité impaire supérieure si ce nombre n'est pas entier impair, assorti de conditions de seuils minimaux. Dans la Saône-et-Loire, le nombre de cantons passe ainsi de 57 à 29.
Le canton d'Autun-1 est formé de communes des anciens cantons de Lucenay-l'Évêque (12 communes), d'Épinac (10 communes), d'Autun-Sud (1 commune) et d'Autun-Nord (4 communes) et d'une fraction de la commune d'Autun. Il est entièrement inclus dans l'arrondissement d'Autun. Le bureau centralisateur est situé à Autun.

## Représentation
| Période élective | Période élective | Mandat | Mandat   | Identité         | Nuance | Nuance | Qualité |
| ---------------- | ---------------- | ------ | -------- | ---------------- | ------ | ------ | --- |
| 2015             | 2021             | 2015   | 2021     | Catherine Amiot  |        | LR     | Vétérinaire Adjointe au maire d'Épinac jusqu'en 2020 Présidente de la commission Agriculture, Aménagement du territoire et infrastructures             |
| 2015             | 2021             | 2015   | 2021     | Frédéric Brochot |        | LR     | Exploitant agricole à Autun, conseiller municipal (opposition) depuis 2020 7e vice-président chargé de l'agriculture, de la forêt et de l'alimentation |
| 2021             | 2028             | 2021   | en cours | Catherine Amiot  |        | LR     | Conseillère sortante 4ème Vice-Présidente du conseil départemental                                                                                     |
| 2021             | 2028             | 2021   | en cours | Frédéric Brochot |        | LR     | Conseiller sortant 5ème Vice-Président du conseil départemental                                                                                        |

### Résultats détaillés

#### Élections de mars 2015
À l'issue du 1er tour des élections départementales de 2015, deux binômes sont en ballottage : Catherine Amiot et Frédéric Brochot (Union de la Droite, 50,68 %) et Monique Gatier et Jean-Baptiste Pierre (DVG, 27,87 %). Le taux de participation est de 48,13 % (7 292 votants sur 15 152 inscrits) contre 50,75 % au niveau départemental et 50,17 % au niveau national.
Au second tour, Catherine Amiot et Frédéric Brochot (Union de la Droite) sont élus avec 57,24 % des suffrages exprimés et un taux de participation de 50,34 % (3 888 voix pour 7 625 votants et 15 147 inscrits).

#### Élections de juin 2021
Le premier tour des élections départementales de 2021 est marqué par un très faible taux de participation (33,26 % au niveau national). Dans le canton d'Autun-1, ce taux de participation est de 33,13 % (4 835 votants sur 14 594 inscrits) contre 32,7 % au niveau départemental. À l'issue de ce premier tour, deux binômes sont en ballottage : Catherine Amiot et Frédéric Brochot (DVD, 76,46 %) et Fabrice Bernardi et Laurence Boira (RN, 23,54 %).
Le second tour des élections est marqué une nouvelle fois par une abstention massive équivalente au premier tour. Les taux de participation sont de 34,36 % au niveau national, 33,9 % dans le département et 36,96 % dans le canton d'Autun-1. Catherine Amiot et Frédéric Brochot (DVD) sont élus avec 76,01 % des suffrages exprimés (3 765 voix pour 5 400 votants et 14 609 inscrits),,.

## Composition
| Nom                           | Code Insee | Intercommunalité            | Superficie (km2) | Population (dernière pop. légale)               | Densité (hab./km2) | Modifier                                    |
| ----------------------------- | ---------- | --------------------------- | ---------------- | ----------------------------------------------- | ------------------ | ------------------------------------------- |
| Autun (bureau centralisateur) | 71014      | CC du Grand Autunois Morvan | 61,52            | Fraction : 7 935 (2022) Commune : 13 144 (2022) | 214                | modifier les données · modifier les données |
| Anost                         | 71009      | CC du Grand Autunois Morvan | 51,91            | 704 (2022)                                      | 14                 | modifier les données · modifier les données |
| Barnay                        | 71020      | CC du Grand Autunois Morvan | 15,40            | 99 (2022)                                       | 6,4                | modifier les données · modifier les données |
| La Celle-en-Morvan            | 71509      | CC du Grand Autunois Morvan | 20,17            | 461 (2022)                                      | 23                 | modifier les données · modifier les données |
| Chissey-en-Morvan             | 71129      | CC du Grand Autunois Morvan | 29,90            | 295 (2022)                                      | 9,9                | modifier les données · modifier les données |
| Collonge-la-Madeleine         | 71140      | CC du Grand Autunois Morvan | 5,29             | 39 (2022)                                       | 7,4                | modifier les données · modifier les données |
| Cordesse                      | 71144      | CC du Grand Autunois Morvan | 10,52            | 195 (2022)                                      | 19                 | modifier les données · modifier les données |
| Créot                         | 71151      | CC du Grand Autunois Morvan | 2,17             | 80 (2022)                                       | 37                 | modifier les données · modifier les données |
| Curgy                         | 71162      | CC du Grand Autunois Morvan | 31,58            | 1 100 (2022)                                    | 35                 | modifier les données · modifier les données |
| Cussy-en-Morvan               | 71165      | CC du Grand Autunois Morvan | 34,77            | 355 (2022)                                      | 10                 | modifier les données · modifier les données |
| Dracy-Saint-Loup              | 71184      | CC du Grand Autunois Morvan | 21,20            | 634 (2022)                                      | 30                 | modifier les données · modifier les données |
| Épertully                     | 71188      | CC du Grand Autunois Morvan | 3,36             | 64 (2022)                                       | 19                 | modifier les données · modifier les données |
| Épinac                        | 71190      | CC du Grand Autunois Morvan | 25,77            | 2 150 (2022)                                    | 83                 | modifier les données · modifier les données |
| Igornay                       | 71237      | CC du Grand Autunois Morvan | 21,71            | 513 (2022)                                      | 24                 | modifier les données · modifier les données |
| Lucenay-l'Évêque              | 71266      | CC du Grand Autunois Morvan | 25,36            | 327 (2022)                                      | 13                 | modifier les données · modifier les données |
| Monthelon                     | 71313      | CC du Grand Autunois Morvan | 24,57            | 375 (2022)                                      | 15                 | modifier les données · modifier les données |
| Morlet                        | 71322      | CC du Grand Autunois Morvan | 6,69             | 59 (2022)                                       | 8,8                | modifier les données · modifier les données |
| La Petite-Verrière            | 71349      | CC du Grand Autunois Morvan | 9,88             | 48 (2022)                                       | 4,9                | modifier les données · modifier les données |
| Reclesne                      | 71368      | CC du Grand Autunois Morvan | 20,83            | 287 (2022)                                      | 14                 | modifier les données · modifier les données |
| Roussillon-en-Morvan          | 71376      | CC du Grand Autunois Morvan | 30,59            | 274 (2022)                                      | 9,0                | modifier les données · modifier les données |
| Saint-Forgeot                 | 71414      | CC du Grand Autunois Morvan | 15,96            | 434 (2022)                                      | 27                 | modifier les données · modifier les données |
| Saint-Gervais-sur-Couches     | 71424      | CC du Grand Autunois Morvan | 20,47            | 209 (2022)                                      | 10                 | modifier les données · modifier les données |
| Saint-Léger-du-Bois           | 71438      | CC du Grand Autunois Morvan | 21,26            | 511 (2022)                                      | 24                 | modifier les données · modifier les données |
| Saisy                         | 71493      | CC du Grand Autunois Morvan | 17,12            | 349 (2022)                                      | 20                 | modifier les données · modifier les données |
| Sommant                       | 71527      | CC du Grand Autunois Morvan | 20,57            | 187 (2022)                                      | 9,1                | modifier les données · modifier les données |
| Sully                         | 71530      | CC du Grand Autunois Morvan | 31,84            | 489 (2022)                                      | 15                 | modifier les données · modifier les données |
| Tavernay                      | 71535      | CC du Grand Autunois Morvan | 25,56            | 503 (2022)                                      | 20                 | modifier les données · modifier les données |
| Tintry                        | 71539      | CC du Grand Autunois Morvan | 9,66             | 79 (2022)                                       | 8,2                | modifier les données · modifier les données |
| Canton d'Autun-1              | 7101       |                             |                  | 18 755 (2022)                                   |                    | modifier les données                        |

Le nouveau canton d'Autun-1 comprend :
1. vingt-sept communes entières,
2. la partie de la commune d'Autun située au nord d'une ligne définie par l'axe des voies suivantes : route nationale 80, avenue du 2e-Dragon, rue du Théâtre-Romain, boulevard Mazagran, rue Mazagran, Grande Rue Marchaux, rue Eumène, rue Pernette, rue du Docteur-Renaud, avenue du Morvans, rue de la Barre, route du Corps-Francs-Pommies, route départementale 46, jusqu'à la limite territoriale de la commune de Brion.

## Démographie
En 2022, le canton comptait 18 755 habitants, en évolution de −2,52 % par rapport à 2016 (Saône-et-Loire : −1,06 %, France hors Mayotte : +2,11 %).
| 2013   | 2018   | 2022   |
| ------ | ------ | ------ |
| 19 408 | 18 895 | 18 755 |